# Nichi Vendola
Nichi Vendola (født 26. august 1958 i Bari) er en italiensk politiker.
I 2009 dannede han sit eget parti Sinistra Ecologia Libertà.